# Observatoire national de la faune sauvage et de ses habitats
L'Observatoire national de la faune sauvage et de ses habitats est en France un réseau d'experts (naturalistes et du monde de la chasse) qui « assure la collecte, l'exploitation, la validation et la diffusion des informations, études et recherches portant sur la faune sauvage et ses habitats, notamment sur les oiseaux migrateurs considérés dans l'ensemble de leur aire de répartition du Paléarctique occidental » . 

## Gouvernance
Le ministre chargé de la chasse fixe (par arrêté) la composition de l'observatoire et ses modalités de fonctionnement.

Tous les trois ans au moins, il doit publier un « rapport d'informations scientifiques » (« destiné au ministre chargé de la chasse »), en vue de sa transmission à la Commission des Communautés européennes.
L'approche est scientifique : La loi demande à l'observatoire de s'appuyer« sur les travaux réalisés par les établissements de recherche et les organismes compétents en matière d'inventaire et de gestion de la faune sauvage ». 

L'UICN, via son comité national, a fait des recommandations au gouvernement français quant aux modalités de fonctionnement et gouvernance de cet observatoire, en particulier l'UICN demande à l'observatoire de faire des priorités des trois points suivants :
1. intégrer dans les protocoles d'observation « les taux de prélèvement, le dérangement et le saturnisme aviaire »[2] ;
2. « le suivi de toutes les espèces menacées ou en déclin, identifiées à partir d’une liste rouge actualisée selon les critères de l’UICN »[2] ;
3. « le suivi des espèces à problèmes »[2].

L'UICN a aussi recommandé de :
- bien préciser les modes de collaboration entre les acteurs (établissements publics et les associations) au sein de l’Observatoire tout en aidant leurs « activités contribuant à la compréhension globale des dynamiques de populations des espèces de faune dans leurs habitats » [2] ;
- créer un conseil scientifique visant notamment à « valider les résultats » à publier[2] ;
- valoriser à l'international le travail de l’Observatoire, « avec les organisations compétentes, spécialement sur les espèces migratrices et, au niveau régional, pour stimuler et harmoniser la collecte des données ainsi que pour décliner des actions de gestion adaptées au contexte local » [2] ;
- rétablir la participation de la France au sein du réseau Wetlands International[2] ;
- équiper l’Observatoire des moyens nécessaires[2] ;
- donner une place à l'Agence européenne de l'environnement (AEE) dans le conseil d'orientation de l'observatoire[2] ;
- donner une place (dans le comité de pilotage de l’Observatoire), tant aux représentants des chasseurs que des protecteurs de la nature[2].

## Origine histoire
Des conflits ont en France souvent et longtemps opposé certaines administrations, ONG et représentants chasseurs quant aux dates de migration aviaire (en théorie, en Europe, on ne doit pas chasser les oiseaux durant leur migration, alors qu'ils sont plus vulnérables) et quant à l'état des populations d'oiseaux migrateurs chassés ou protégés sur le territoire national (les espèces sont elles menacées ou non, ou en déclin, aux échelles locales, nationales ou européennes), sachant que ces statuts peuvent varier rapidement après un hiver sec en Afrique, ou un hiver froid ou précoce ou tardif en Europe, une sécheresse, des épidémies (dont grippe aviaire) touchant les oiseaux, ou des facteurs encore mal compris, etc. 

Ces conflits ont freiné l'application de certaines lois et directives européenne. Ils ont gêné la gestion de réserves nationales (zones humides littorales et intérieures notamment)  ou la mise en place de la Directive Oiseaux, de ZPS et du réseau natura 2000, ainsi que les plans de gestion mis en place par les fédérations de chasseurs ou les conservatoires, parcs, réserves, etc. Ils ont rendu difficile certaines certifications qui nécessitent la prise en compte fiable de l'environnement (RSE, EMAS, ISO 14 000, FSC, PEFC...).
Cet observatoire, en accompagnement de démarches telles que les ORGFH vie à clarifier les chiffres, cartes concernant les migrations , afin aussi de mieux respecter l'AEWA (Accord paneuropéen et international sur la conservation des oiseaux d'eau migrateurs d'Afrique-Eurasie) et la convention d'Aarhus qui implique une crédibilité des chiffres et de la donnée environnementale remontée aux niveaux nationaux et européens>. C'est pourquoi la loi précise que cet Observatoire national a un secrétariat assuré par l'Office national de la chasse et de la faune sauvage et qu'il « est placé auprès du ministre chargé de la chasse, qui fixe ses objectifs et son programme de travail en liaison avec les autres ministres intéressés ».

## Triple mission
Selon le Code de l'environnement, l'observatoire doit:
1. « élaborer des méthodes techniques nécessaires à la bonne connaissance des espèces sauvages et à la gestion prévisionnelle de leurs populations et en assurer la diffusion, afin, notamment, de favoriser l'existence d'une ressource cynégétique durable » ;
2. « formuler des propositions pour la mise en place de systèmes d'informations permettant d'harmoniser les données recueillies » ;
3. « contribuer à la valorisation et à la diffusion des travaux réalisés en matière de connaissance et de gestion des espèces sauvages ainsi qu'à leur utilisation dans un cadre international » (au niveau Européen, paneuropéen avec l'accord international AEWA ou le réseau écologique paneuropéen, mondial avec la FAO, l'OIE (pour la gestion des risques écoépidémiologiques notamment, le PNUE...

Un arrêté de 2009 précise que le « groupe d'experts sur les oiseaux et leur chasse »  remet au ministre chargé de la chasse ses rapports mais aussi « ses avis » et que ceux-ci serviront de « références scientifiques pour les décisions du ministre chargé de la chasse relatives à la gestion des oiseaux sauvages ».

 Ces avis seront « rendus publics par le groupe d'experts sur les oiseaux et leur chasse » précise l'arrêté. Ils sont complémentaires (mais réservé au domaine des oiseaux) à ceux du Conseil national de la chasse et de la faune sauvage peut également formuler des avis pour le même ministre sur le développement du « capital cynégétique dans le respect des équilibres biologiques ».